# Васюково (Можайский район)
Васюково — деревня в сельском поселении Клементьевское Можайского района Московской области. До реформы 2006 года относилась к Клементьевскому сельскому округу. Численность постоянного населения по Всероссийской переписи 2010 года — 3 человека.
Деревня расположена на северо-востоке района, у границы с Рузским, примерно в 20 км к северу от Можайска, у истоков речки Волченка (правый приток реки Пожня) , высота над уровнем моря 195 м. Ближайшие населённые пункты — Маклаково на юго-западе, Вараксино на северо-западе и посёлок Лесное на востоке.